# Metaleptyphantes foulfouldei
Metaleptyphantes foulfouldei là một loài nhện trong họ Linyphiidae.
Loài này thuộc chi Metaleptyphantes. Metaleptyphantes foulfouldei được Robert Bosmans miêu tả năm 1986.